# Vanja Blomberg
Vanja Hedvig Desideria Blomberg (* 28. Januar 1929 in Göteborg), verheiratete Webjörn, ist eine ehemalige schwedische Turnerin.

## Erfolge
1950 wurden erstmals nach dem Zweiten Weltkrieg Turn-Weltmeisterschaften ausgetragen. Bei den Wettkämpfen in Basel gewann das schwedische Team mit Evy Berggren, Hjördis Nordin, Karin Lindberg, Gunnel Ljungström, Vanja Blomberg, Ann-Sofi Pettersson-Colling, Göta Pettersson und Ingrid Sandahl die Mannschaftswertung vor den Mannschaften aus Frankreich und Italien. Im selben Jahr wurde Blomberg schwedische Landesmeisterin im Einzelmehrkampf.
Bei den Olympischen Spielen 1952 in Helsinki wurden neben dem bereits mehrfach ausgetragenen Mannschaftswettbewerb sechs weitere Wettbewerbe für Turnerinnen angeboten: Einzelmehrkampf, vier Einzelgeräte und die Gruppengymnastik. Die schwedische Mannschaft belegte im Mannschaftsmehrkampf den vierten Platz hinter der Sowjetunion, Ungarn und der Tschechoslowakei. Im Einzelmehrkampf belegte Blomberg den 65. Platz. An den Geräten folgten die Plätze 31 am Boden, 96 am Pferdsprung, 102 am Schwebebalken und 97 am Stufenbarren. In der abschließend ausgetragenen Gruppengymnastik mit Handgeräten gewann die schwedische Mannschaft vor der Sowjetunion und Ungarn. Die schwedische Riege siegte in der Besetzung Evy Berggren, Vanja Blomberg, Karin Lindberg, Hjördis Nordin, Ann-Sofi Pettersson-Colling, Göta Pettersson, Gun Röring und Ingrid Sandahl, die als Olympiasiegerinnen die Goldmedaille erhielten.
Blomberg wandte sich nach den Spielen der Tätigkeit als Turntrainerin zu und gehörte als solche zur schwedischen Delegation bei den Olympischen Spielen 1956 in Melbourne.